# Randolph (New York)
Pour les articles homonymes, voir Randolph.
Randolph est une ville située dans le comté de Cattaraugus, dans l'État de New York, aux États-Unis,. En 2020, elle comptait une population de 2 470 habitants, estimée au 1er juillet 2021 à 2 452 habitants. La ville est fondée en 1820. Elle est incorporée  de 1867 à 2011.

## Démographie
Lors du recensement de 2020, la ville comptait une population de 2 470 habitants. Elle est estimée, en 2021, à 2 452 habitants.